# みのもんたのサタデーずばッと
『みのもんたのサタデーずばッと』は、TBS（JNN）系列（一部系列局を除く）で、2002年4月6日から2014年3月29日まで毎週土曜日に生放送されていた朝の情報番組・報道番組。総合司会のみのもんたが2013年11月2日限りで降板したことから、同年11月9日から番組名が『サタデーずばッと』に変更された。略称は『ずばッと』『サタずば』。『（みのもんたの）朝ズバッ!』は情報制作局（旧制作局情報番組部）が制作を担当するが、本番組は報道局（報道番組部）が制作を担当していた。

## 概要・放送内容
一週間に起こった政治・経済・社会問題などを、総合司会がトークで振り返る番組だった。コメンテーターやゲストとして、政治家がよく出演しており、著名政治家が出演することも多かった。放送初期の頃はネット局も少なく、視聴率は2% - 3%程度だったが、徐々に知名度が上昇し、中期頃より第2部で7%程度の視聴率を獲得するように躍進を遂げた（ただし、時間帯順位では4位となることが多かった）。
出演した政治家の発言が、同日昼の『JNNニュース』や夕方の『報道特集』、翌日の『サンデーモーニング』でも報じられていた。
報道局制作の番組であるがゆえ、前日のプロ野球の結果などといったスポーツニュースは、『JNNニュース』で短く伝えるのみであるが、JNNの全ての系列局に土曜朝、スポーツニュースを伝えることができた。ただし、オリンピックやFIFAワールドカップのようなスポーツの祭典に関する情報は特設コーナーで対応している。芸能情報は扱っておらず、MBS制作『知っとこ!』で補う形を採用。
2005年3月28日から月曜 - 金曜5:30（一部地域は5:55） - 8:30に『みのもんたのサタデーずばッと』の兄弟番組『みのもんたの朝ズバッ!』（後の『朝ズバッ!』）がスタートし、以後2013年秋までみのもんたは日曜日を除いてTBSの朝番組に週6日出演していた（2009年3月までは日曜夜の『どうぶつ奇想天外!』にも出演しており、同局全曜日で番組を持っていた） 。
『朝ズバッ!』でみのはカジュアルな服装で登場していたが、本番組での彼の服装はスーツにネクタイ姿だった。これは『朝ズバッ!』開始後も変わっていない。本人曰く「平日と土曜では番組のコンセプトが違うから、衣装もそれに合わせている」という。なお、『朝ズバッ!』と掛け持ちでみのが総合司会を務めていた日本テレビ系列『おもいッきりイイ!!テレビ』が終了した2009年4月以降は、『朝ズバッ!』でもスーツにネクタイ姿で出演していた。2011年以降の夏季のクールビズにおいては『朝ズバッ!』ではノーネクタイとなるも、本番組では引き続きスーツ・ネクタイのスタイルを貫いたが2013年については本番組でもクールビズとなった。
報道局担当番組は、2004年10月のTBSテレビ発足後もスタッフロールで「制作 TBSテレビ」とクレジットしないことが通例だった（例：『時事放談』、『JNN報道特集』→『報道特集NEXT』）が、「報道番組部」が担当する番組に限り、TBSテレビ発足時よりクレジットしていた（同じく報道番組部担当の『サンデーモーニング』・『水曜ノンフィクション』でも同様）。なお「制作 TBSテレビ」のクレジットは2009年春の東京放送ホールディングス 発足を機に廃止された。『報道特集』同様、その日に特集等で取材した地域の系列局がクレジットされることがあった。
マスターズゴルフなどの海外スポーツ中継がある日は休止となり、「JNNニュース」のみ当該番組内で放送されていた（通常より時間短縮）。また世界陸上大阪大会中継のため、2007年8月25日は休止。同年9月1日は第2部（6:45 - 7:30）のみ休止した（実質は6:30まで）。
番組中のナレーションの口調は、ほぼ「です・ます」口調である『朝ズバッ!』と違い、「ずばッとREPORT」など一部を除き「だ・である」口調を用いる。これは同じ土曜日放送の『報道特集』と同様であった。
2013年9月11日、放送開始以来総合司会を務めていたみのの次男（当時日本テレビ社員）が、コンビニエンスストアに設置してある現金自動預け払い機から、他人の盗んだキャッシュカードから、現金を引き出す窃盗罪容疑で逮捕された。当初同年9月21日に夏休み から復帰する予定だったのを「報道番組に携わる人間として公正を期するために」との理由で、同年9月14日以降、当面『朝ズバッ!』を含めて出演を自粛するとしていたが、10月25日にTBSがみのが番組を降板すると発表した。

### リニューアル・番組の終焉
2013年11月9日よりリニューアル して、番組名は『サタデーずばッと』に変更。総合司会代行を務めてきたTBS報道局の佐古忠彦 が正式に2代目総合司会に就任した。
2014年3月28日をもって平日の『朝ズバッ!』が終了し、同年3月31日から後継番組『あさチャン!』が開始することに倣い、本番組も3月29日で放送を終了し、翌週の4月5日からは『報道LIVE あさチャン!サタデー』がスタートした。

## 内容・コーナー
今日のトップニュース
オープニングに続いて堀井がこの日の注目ニュース（VTR付き）を読み上げ、佐古がゲスト（岩見含む）にこのニュースに対するコメントを聞いていく。その日のゲストの政治家およびコメンテーターの紹介を兼ねている。
朝刊ずばッと（旧名称：朝いちニュースたたき売り!）
朝刊を使って、ニュース・経済面・社会面などを紹介するコーナー。田中が記事を読み、佐古やゲストがコメント解説をする形式。
ウェザーずばッと
TBSアナウンサーで且つ気象予報士の資格を持つ小林が、天気に関するコラムも交えながら週末の天気を伝える（途中のJNNニュースの天気予報コーナーも担当）。開始当初はネット局が少なかったことから全国の天気と関東の天気を並行して伝えていた。後に全国の天気のみとなる。初期は関東各地から中継していたが、後にスタジオから伝える形となった。
政界ずばッと
番組に招かれた政治家やゲストのコメンテーターと総合司会が椅子に座ってお茶を飲みながら討論をする。現職の国会議員が討論に加わるだけあって、内容は国会論争、外交や社会福祉など多岐に及ぶ。2011年3月までは「政界 茶飲み話」というタイトルだった。
THE 食いつぶし（旧名称：独走シリーズ 年金食いつぶし）
社会保険庁が国民の年金を無駄遣いしている状況を不定期で伝える人気コーナー。行政機関の税金などの無駄遣いへ分野を拡大したため、改題された。放送回数は90回を超えており「第○○弾」と表示される。
週間ずばッと
第2部のオープニングコーナー。月曜日 - 金曜日の5日間のニュースを専用のボードで1日ごとに、時にはVTRも交えて振り返る。「政界ずばッと」がない日は、第1部で本コーナーが行われる。
※下記以外にも「NEWS隠れみの」や「みのもんたの立体ニュース!」など様々なコーナーもあった。
朝刊ずばッと
「朝いちニュースたたき売り!」の前身にあたるコーナー。番組開始当初は第1部・第2部の冒頭でそれぞれ放送された。新聞記事紹介の際には、駅構内の売店やコンビニエンスストアなどに設置されている新聞ラックからみのが該当記事が掲載されている新聞を抜いてから読み出す演出の後ろで、スタジオセットに設置してある大型モニタに記事が掲載され、堀井が読み上げる形式を取っていた。
その後「朝いちニュースたたき売り!」開始に伴い、コーナー時間が縮小され、その後終了した。だが、2012年4月から同じタイトル・趣旨で再開した。
ずばッと川柳報道
毎週、視聴者からニュースを題材にした川柳を募集。優秀作品には湯呑みがプレゼントされていた。
ずばッと調査隊 李夫人が行く!
謎の中国人李夫人（リーふじん）が、視聴者などから寄せられた各地で起こっている理不尽な問題を調査取材するコーナー。無論「李夫人」と「理不尽」を掛けており、VTR中に出てくる映像では李夫人はチャイナドレスに巨大な扇子を持った女性の設定になっていたが、何故かコーナーのナレーターはキートン山田が務めていた。
サタデーQUESTION
世の中のニュースの疑問の中から毎週1つをとりあげて追及するコーナー。政治家やゲストを招くこともあった。2005年4月頃まで放送されていた。
ずばッとREPORT
通称「ずばリポ」。みのがコーナー紹介をする際は「下村レポート」と呼ぶこともあった。取材担当のキャスター下村健一が今週のニュースで、通常の報道で“見えた事”に対して、“見えない事”を提示しVTRを用いて徹底的に追究する。ナレーションも下村が担当。VTRの放映後、みのと下村がコメント・解説をした。番組開始以来8年半続いたコーナーだったが、下村の降板に伴い2010年9月25日に終了。

## 出演者

### 総合司会
- みのもんた（元メインアンカーマン）：番組開始より2013年9月7日まで出演[4]。
- 佐古忠彦：2013年9月28日よりみのもんたの代理（事実上後任に）2代目総合司会担当[注 5]。後継番組も引き続き担当。

### サブキャスター
- 堀井美香：番組開始から終了まで出演。
- 山内あゆ：番組開始時のメンバー。担当中に3度産休。2012年春より3度目の職場復帰を果たすも『サタずば』復帰には至らなかったが、2021年10月より『まるっと!サタデー』においてメインキャスターを担当する事になり、11年ぶりに、土曜朝の情報番組に復帰した。
- 海保知里：2002年夏より2003年3月まで1度目の産休に入った山内の代理を担当。
- 杉山真也：2008年9月より2009年3月まで2度目の産休に入った山内の代理を担当。
- 田中みな実：2011年4月より3度目の産休に入った山内の代理を担当。山内の復帰後もそのまま番組終了まで担当。

### お天気キャスター
- 小林豊：『JNNニュース』の天気予報も担当。この番組終了と同時に、土曜日の気象情報担当を降り、日曜日を担当[注 6] する。

補足
- 下村降板後では初となる、みのの休暇時は、柴田秀一（2012年5月12日、2013年9月21日・みのとは『朝ズバッ!』で共演歴あり）が代役を務めた。

### リポーター
- 下村健一：主として「ずばッとリポート」の担当ではあるが、みの不在時の代理アンカーも担当。学生時代からの仲である菅直人が内閣総理大臣に就任したことを受け、菅に乞われて内閣審議官を務めることとなったため2010年9月25日限りで降板。

### コメンテーター
- 田畑光永：番組開始から半年間はレギュラーとして毎週出演。
- 岩見隆夫：みのと共に「政界 茶飲み話」進行も担当。2007年4月から9月まで充電のため一時降板。

ジャーナリスト・文化人
- 田崎史郎：2010年4月24日より岩見欠席時の代理として出演。
- 大澤孝征
- 吉永みち子
- 田丸美寿々
- 龍崎孝

その他
政治家
- 衛藤征士郎
- 片山虎之助
- 平沢勝栄
- 舛添要一
- 山本一太
- 河村たかし
- 長妻昭
- 原口一博
- 蓮舫
- 福島瑞穂

## ネット局
- 前番組『ヤング720』（朝日放送（当時）制作）とは異なり、排他協定が発動する『JNN NEWS』全国枠を除き、全編ローカルセールス枠のため、TBSテレビ以外の通常時第1部または第2部が○の局でも編成の都合により臨時に第1部を△、（通常時第1部が○の局のみ）または第2部を×に変更する場合がある一方、通常時第1部が△または第2部が×の局でも非常事態等発生により『JNN報道特別番組』が組まれた場合は、第1部、第2部何れも臨時に○に変更する場合があった。
- 番組終了時点で全国25局がネット。次第に番組のネット局が増えていた。
- ネット状況について
  - ○…フルネット
  - △…6:30飛び乗りネット（第1部の「JNNニュース」（6:30 - 6:45）のみ、本番組内包ではなく、単独番組扱いでネット）
  - ×…非ネット

| 放送対象地域  | 放送局                    | ネット状況             | ネット状況             | 放送期間 （「JNNニュース」のみのネットを除く） | 備考・脚注 |
| 放送対象地域  | 放送局                    | 第1部 土曜 5:45 - 6:45 | 第2部 土曜 6:45 - 7:30 | 放送期間 （「JNNニュース」のみのネットを除く） | 備考・脚注 |
| ------------- | ------------------------- | ---------------------- | ---------------------- | ---------------------------------------------- | ---------- |
| 関東広域圏    | TBSテレビ（TBS）          | ○                      | ○                      | 2002年4月6日 - 2014年3月29日                   | 制作局     |
| 北海道        | 北海道放送（HBC）         | ○                      | ○                      | 2006年4月1日 - 2014年3月29日                   |            |
| 青森県        | 青森テレビ（ATV）         | ○                      | ○                      | 2007年4月14日 - 2014年3月29日                  |            |
| 岩手県        | IBC岩手放送（IBC）        | ○                      | ○                      | 2005年10月1日 - 2014年3月29日                  |            |
| 長野県        | 信越放送（SBC）           | ○                      | ○                      | 2005年4月2日 - 2014年3月29日                   |            |
| 富山県        | チューリップテレビ（TUT） | ○                      | ○                      | 2006年10月7日 - 2014年3月29日                  |            |
| 中京広域圏    | 中部日本放送（CBC）       | ○                      | ○                      | 2006年3月4日 - 2014年3月29日                   | [ 注 7 ]   |
| 近畿広域圏    | 毎日放送（MBS）           | ○                      | ○                      | 2003年3月22日 - 2014年3月29日                  |            |
| 鳥取県 島根県 | 山陰放送（BSS）           | ○                      | ○                      | 2008年4月5日 - 2014年3月29日                   |            |
| 岡山県 香川県 | 山陽放送（RSK）           | ○                      | ○                      | 2005年4月2日 - 2014年3月29日                   | [ 注 8 ]   |
| 広島県        | 中国放送（RCC）           | ○                      | ○                      | 2002年4月6日 - 2014年3月29日                   |            |
| 山口県        | テレビ山口（tys）         | ○                      | ○                      | 2006年4月1日 - 2014年3月29日                   |            |
| 高知県        | テレビ高知（KUTV）        | ○                      | ○                      | 2002年4月6日 - 2014年3月29日                   |            |
| 福岡県        | RKB毎日放送（RKB）        | ○                      | ○                      | 2002年4月6日 - 2014年3月29日                   |            |
| 大分県        | 大分放送（OBS）           | ○                      | ○                      | 2005年4月2日 - 2014年3月29日                   |            |
| 熊本県        | 熊本放送（RKK）           | ○                      | ○                      | 2013年4月6日 - 2014年3月29日                   |            |
| 宮崎県        | 宮崎放送（MRT）           | ○                      | ○                      | 2006年4月1日 - 2014年3月29日                   |            |
| 鹿児島県      | 南日本放送（MBC）         | ○                      | ○                      | 2002年4月6日 - 2014年3月29日                   |            |
| 宮城県        | 東北放送（TBC）           | △                      | ○                      | 2010年5月1日 - 2014年3月29日                   |            |
| 福島県        | テレビユー福島（TUF）     | △                      | ○                      | 2007年4月14日 - 2014年3月29日                  |            |
| 山梨県        | テレビ山梨（UTY）         | △                      | ○                      | 2009年4月4日 - 2014年3月29日                   |            |
| 新潟県        | 新潟放送（BSN）           | △                      | ○                      | 2007年4月14日 - 2014年3月29日                  |            |
| 静岡県        | 静岡放送（SBS）           | △                      | ○                      | 2005年10月8日 - 2014年3月29日                  | [ 注 9 ]   |
| 石川県        | 北陸放送（MRO）           | △                      | ○                      | 2004年10月2日 - 2014年3月29日                  |            |
| 愛媛県        | あいテレビ（itv）         | △                      | ○                      | 2002年4月6日 - 2014年3月29日                   |            |
| 山形県        | テレビユー山形（TUY）     | △                      | ×                      | 2002年4月 - 2005年3月                          | [ 注 10 ]  |
| 長崎県        | 長崎放送（NBC）           | △                      | ×                      | 未放送                                         |            |
| 沖縄県        | 琉球放送（RBC）           | △                      | ×                      | 2005年4月 - 2007年3月                          | [ 注 11 ]  |

## JNNニュース
第1部の終盤15分（6:30 - 6:45）は『JNNニュース』（2009年度のみ『THE NEWS』）を全国ネットで放送していた。『JNNニュース』（第2期）の時代から本番組のスタジオから放送されており、キャスターも本番組のアナウンサー（堀井・田中、天気コーナーは小林）が担当する。『JNNニュース』（第2期）の時代は通常とは別デザインの専用テロップ、オープニングテーマが用いられていたが、『THE NEWS』→『JNNニュース（第3期）』の時代は日曜朝などと同じデザインのテロップやテーマ曲を使用していた。

## 特別番組
特別番組は、本番組非ネット局でも別番組に差し替えることなく放送され、純粋なTBS系列完全ネット番組となるが、2010年7月15日の第7弾に関しては、放送枠の『スパモク!!』自体がローカルセールス枠であったため、『スパモク!!』を同時ネットしている局のみでの放送となった。
- 『元旦GoGoGo!!みのもんたが正月返上生放送ずばッと2005』
  - 2005年1月1日（土・元日）6:00 - 8:25に放送時間を拡大し、全国ネット。
- 『みのもんたVS国会議員ずばッとコロシアム'05 今日こそはっきりいってやるスペシャル!!』
  - 2005年12月27日（火）21:00 - 22:54
- 『みのもんたvs国会議員ずばッとコロシアム秋総理ハッキリ言わせてもらいますスペシャル』
  - 2006年10月7日（土）19:00 - 20:54
- 『みのもんたvs国会議員ずばッとコロシアム春』
  - 2007年3月3日（土）ゴールデンタイムである19:00 - 20:54にて[注 13]
- 『みのもんたVS国会議員ずばッとコロシアムIV』
  - 2007年12月22日（土）19:00 - 20:54
- 『ずばッとコロシアムみのもんたVS国会議員 第5弾』
  - 2008年9月30日（火）18:55 - 20:54
- 『新春!波乱の開幕SP みのもんたVS国会議員ずばッとコロシアムVI』
  - 2010年1月10日（日）19:00 - 20:54
- 『ニッポンが崩壊する!緊急生放送スペシャル みのもんたVS国会議員ずばッとコロシアムVII』
  - 2010年7月15日（木）19:00 - 20:54（『スパモク!!』を同時ネットしている局のみでの放送[注 12][注 14]）

## 番組テーマ曲
- Chicago「Saturday in the park（サタずばバージョン）」（番組開始 - 2013年11月2日）
- David Foster「Winter Games」（2013年11月9日 - 番組終了）

## スタッフ
- 構成：石川サトシ
- TP・TD：高松央
- カメラ：飯橋俊昭
- VE：宮本民雄、木野内洋
- 音声：樋口晋作、松本康祐
- 照明：辻淳一
- 美術プロデューサー：伊藤隆
- 美術デザイン：橘野永
- 美術制作：芳賀基広
- 装置：秋山雷太
- 操作：山本晃靖、松村美保
- イルミネーション：斎藤貴之
- 生花装飾：落合生嗣
- ヘアメイク：アーツ
- スタイリスト：御法川なみ（みのの長女）、水越愛子、鈴木英美
- 音響効果：白石和也（アーツポート企画）
- 選曲：矢崎裕行
- 編集：エフエフ東放
- 編成：高橋務
- 宣伝：樋口真佳
- TK：水田理佳子
- デスク：町井英洋
- 協力：TBS-V、フラジャイル/上西研三郎
- 天気担当：渡辺正太郎、松原洋平
- AD：山下明那、二上義久、橋詰拓真、田中優作
- AP：齋藤美紀
- ディレクター：鳥山穣、嶋田尚子、政陽二、横田和也、小笠原準二、中村雄介（中村→以前は、AD）、水谷友亮、岸本拓（岸本→以前は、AD）、野間拓郎（野間→以前は、天気担当）
- 演出：森島邦夫
- プロデューサー：西川潤、宮尾毅（以前は、編成）
- 制作：田中宏之
- 製作著作：TBS

### 過去のスタッフ
- TD：奥村秀樹、瀬戸博之
- VE：酒井克巨
- 照明：山本和宏
- 操作：高野一夫
- スタイリスト：前澤尚子、御法川靖子[注 15]（みの夫人）、小川貴子
- 編成：上田学
- 宣伝：小池由起、本田三奈
- TK：上田みどり
- 天気担当：稲垣忠宏
- FD：加藤勉
- AD：柴崎久美子、河口綾子、岩崎知佳、東和孝、志水礼
- ディレクター：延広耕次郎、河北敏之、遠藤泰、中山正広、山口秀一、國本司貴子、石川晃寛、白畑将一、洪川真一
- チーフディレクター：辻下秀、林三郎
- プロデューサー：佐藤茂樹
- 制作：松原耕二、本田史弘
- エグゼクティブプロデューサー：谷上栄一（以前は、制作）